# Laurent Elriani
Laurent Elriani (* 15. Mai 1976 in Seyne) ist ein ehemaliger französischer Squashspieler.

## Karriere
Laurent Elriani war von 1997 bis 2007 auf der PSA World Tour aktiv und erreichte in dieser Zeit zwei Finalteilnahmen. Seine höchste Ranglistenplatzierung war Rang 58 im August 2006. Bei Europameisterschaften wurde er 1998, 2001, 2003, 2004, 2005 und 2006 Vizemeister mit der französischen Nationalmannschaft. In seiner Debütsaison 1997 vertrat er Frankreich bei den World Games, wo er in der Vorrunde ausschied. Bei seiner einzigen Teilnahme an einer Europameisterschaft im Einzel erreichte er 2005 das Viertelfinale, in dem er Jan Koukal unterlag.
Er ist mit der ehemaligen englischen Squashspielerin Linda Charman verheiratet.

## Erfolge
- Vizeeuropameister mit der Mannschaft: 6 Finalteilnahmen (1998, 2001, 2003–2006)